# أوسكار فراولو
أوسكار فراولو (مواليد 6 ديسمبر 2003) هو لاعب كرة قدم دنماركي يلعب في مركز خط الوسط في نادي ميتييلاند.

## روابط خارجية
- أوسكار فراولو على موقع قاعدة بيانات كرة القدم.إي يو (الإنجليزية)
- أوسكار فراولو على موقع Soccerway.com (الإنجليزية)
- أوسكار فراولو على موقع عالم كرة القدم.نت (الإنجليزية)